# كلارنس هدسون وايت
كلارنس هدسون وايت (بالإنجليزية: Clarence Hudson White)‏ هو مصور أمريكي، ولد في 8 أبريل 1871 في نيوارك في الولايات المتحدة، وتوفي في 7 يوليو 1925 في مدينة مكسيكو في المكسيك بسبب نوبة قلبية.

## وصلات خارجية
- كلارنس هدسون وايت على موقع الموسوعة البريطانية (الإنجليزية)